# Rhyparoclopius
Rhyparoclopius is een geslacht van wantsen uit de familie van de Reduviidae (Roofwantsen). Het geslacht werd voor het eerst wetenschappelijk beschreven door Carl Stål in 1868.

## Soorten
Het genus bevat de volgende soorten:

- Rhyparoclopius annulirostris Stål, 1872
- Rhyparoclopius aokiae Gil-Santana, 2012
- Rhyparoclopius desiccatus (Amyot & Serville, 1843)
- Rhyparoclopius dubius Barber, 1930